# الفخار ثلاثي الألوان

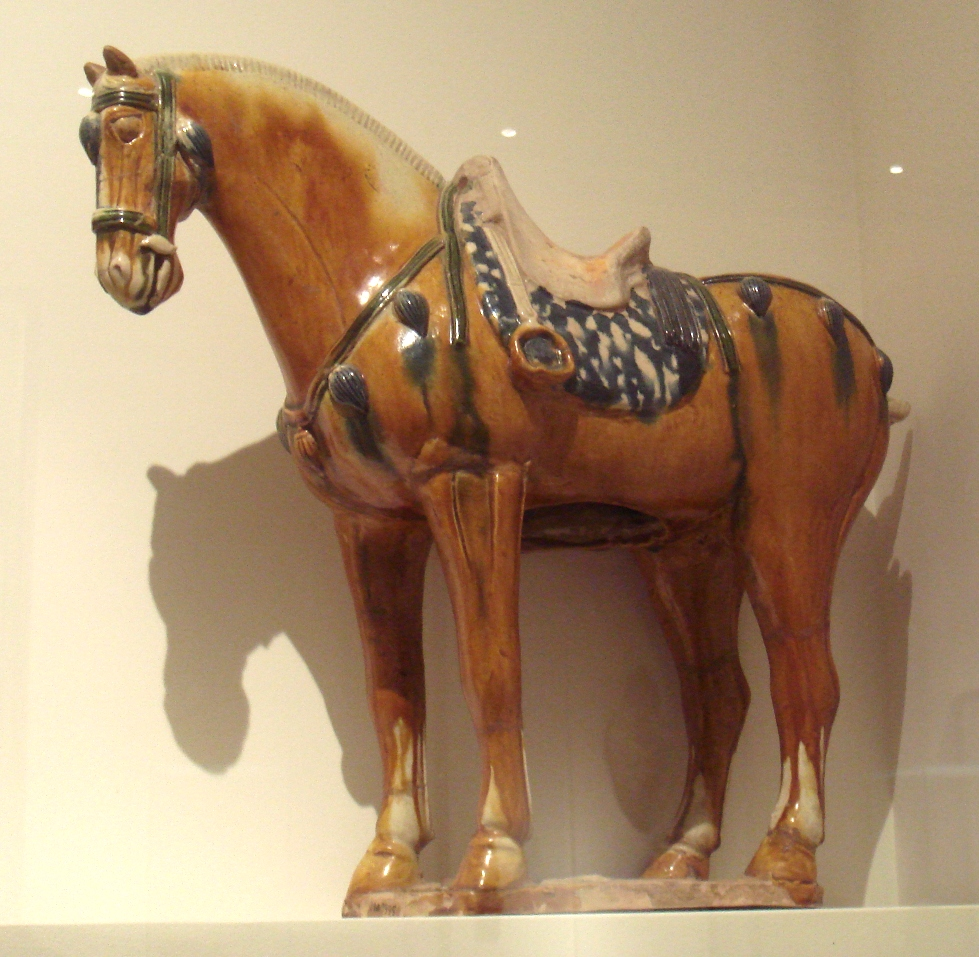
حصان مصنوع من الفخار ثلاثي الألوان في عهد أسرة تانغ

يُعدالفخار ثلاثي الألوان في عهد أسرة تانغ أحد أنواع الفخار المٌزجج الذي انتشر في عهد أسرة تانغ. حيث يرجع تاريخه إلى أكثر من ألف عام، ويُشير إلى التأجيج على الفخار في عصر أسرة تانغ، المستخدم للإشارة إلى الفخار الملون في عصر أسرة تانغ.
ويوجد منه الكثير من الأنواع، كالأصفر الفاتح، الأصفر المغرة، الأخضر الفاتح، الأخضر الداكن، الأزرق السماوي، المارون، الباذنجاني، وما إلى ذلك. ولكن أهم ثلاثة ألوان هم الأصفر، البني أو(الأخضر، الأصفرالمغرة، الأزرق). لذلك يُطلق على هذا النوع من الفخار اسم «ثلاثي الألوان».
لم يتم العثور على الفخار ثلاثي الألوان في السجلات القديمة، حتى بناء سكة حديد جيانغ سو في آواخر عصر أسرة تشين، تم العثور على العديد من قطع الفخار ثلاثي الألوان المتكسّر في مقابر أسرة تانغ بجبل(مانغ شان) القابع بمدينة لوه يانغ. حيث قام تجار التحف بنقلها إلى بكين، الأمر الذي جذب انتباه العلماء أمثال وانغ قوهوي، ولوه تشن يوي، وقد ترميمهم بنجاح.

## صناعته
استخدمت طريقتين لتصنيع الفخار ثلاثي الألوان، الطريقة الأولى كانت عن طريق استخدام الطين الأبيض في صنع قاع الفخار، ويسخن في الفرن على درجة حرارة من ألف إلى ألأف ومئة درجة مئوية، ثم تركه ليبرد، وبعدها تُرسم الزخارف المرغوبة في قاع الفخار. فالفخار ثلاثي الألوان ما هو إلا زخارف مصنوعة على درجة حرارة منخفضة بين 850 إلى 950 درجة مئوية.
يحتوي الفخار ثلاثي الألوان على قدر من النحاس، والذي يظهر في اللون الأخضر، وقدر من الحديد، والذي يظهر في اللون الأصفر المغرة، وقدر من المنغنيز والذي يظهر في اللون الأورجواني، والكوبالت الذي يظهر في اللون الأزرق، وعنصر الإثمد الذي يظهر في اللون الأصفر الفاتح بالإضافة إلى العديد من العناصر الأخرى المسئولة عن ظهور العديد من الألوان المختلفة. تتغلغل الألوان وتمتزج معًا، وبمرور الوقت، تغيرت ليتنتج عنها لونًا جديدًا.
على الرغم من احتواء هذا النوع من الفخار على مستوى عالٍ جدًا من الحرفية الزخرفية، إلا أن استخداماته في الواقع قليلة جدًا، لذا أتخذ مسارًا جديدًا، حيث أصبح يُستخدم كمرفق جنائزي، وكذلك في صناعة التماثيل.
ينقسم الفخار ثلاثي الألوان إلى ثلاثة أنواع أساسية، النوع الأول يُحاكي الإنسان، النوع الثاني يُحاكي الحيوان، النوع الثالث يُحاكي الأدوات.
يشمل النوع الأول، الموظفين المدنيين، والقادة العسكريين، والسيدات، والفتيان، والخادمات، والفنانين. أما الحيوانات فتشمل الخيول، والإبل، والماشية، والأغنام، والأسُود، والنمور وغيرها. أما الأدوات فتشمل، الأدوات المكتبية والأدوات المُستخدمة داخل المنزل وما إلى ذلك.
قديمًا، كان نادرًا ما يُستخدم الفخار ثلاثي الألوان كديكور للمنزل، حيث كان معظمه يٌستخدم كمرفقات جنائزية. تُنتج أساساً في السهول الوسطى. تزامنًا مع تطوّرأعمال الحفر والتنقيب التي كانت تٌجرى في مقابر أسرة تانغ. تنقسم أدوات المرفقات الجنائزية بالأساس إلى آواني، وأطباق، وغليات شاي وما إلى ذلك من الأدوات المنزلية. أما التماثيل فكانت تُحاكي السيدات، المسؤولين، شعب الهو، الآلات الموسيقية، المحاربين، الملوك، الخيول والجِمال.
تعكس تماثيل الفخار ثلاثية الألوان خصائص المجتمع الصيني في ذلك الوقت. من حيث المحاربون والمٌحاربات الأقوياء، وتماثيل الخيول الممتلئة قليلًا، والجِمال، وما إلى ذلك. وقد أظهرت بشكل كامل قوة البلاد في أوائل عهد أسرة تانغ؛ من التماثيل الأنثوية ذات الوجوه السمينة قليلًا والأجسام الممتلئة، يمكن ملاحظة أن معايير الجمال أسرة تانغ كانت في الجسم الممتلئ قليلًا.